# Lavieu
Lavieu település Franciaországban, Loire megyében. Lakosainak száma 111 fő (2022. január 1.). Lavieu Verrières-en-Forez, Chazelles-sur-Lavieu, Lézigneux és Margerie-Chantagret községekkel határos.

## Népesség
A település népességének változása:
| Lakosok száma | 92   | 71   | 56   | 89   | 106  | 113  | 116  | 115  | 112  | 111  |
|               | 1968 | 1982 | 1990 | 2006 | 2013 | 2015 | 2017 | 2019 | 2020 | 2022 |